# رولا محمود
رولا محمود (13 فبراير 1980 -)، ممثلة مصرية. بدأت التمثيل بعام 2000.

## أعمالها
- آوان الورد
- مواطن ومخبر وحرامي
- الساحر
- معالي الوزير
- بحب السيما
- جاي في السريع
- نزار قباني
- مفيش غير كده
- امرأة في شق الثعبان
- قطط بلدي
- بنتين من مصر
- كليفتي

## روابط خارجية
- رولا محمود على موقع الدهليز
- رولا محمود على موقع قاعدة بيانات الأفلام العربية